# Фригерид
Вижте пояснителната страница за други личности с името Фригерид.
Фригерид (на латински: Frigeridus), вероятно от германски произход, е висш рицарски щабен офицер на късноримската войска.
Той е vir perfectissimus, dux Valeriae на провинция Панония Валерия (със седалище в днешен Печ, Унгария) след Теренций от поне 371 г. до 373 – 374 г.
Като дукс има при император Валентиниан I (364 – 375) главното командване като Dux Valeriae ripensis над панонската провинция Валерия.
Строи вътрешни крепости и Дунавския лимес. Намерени са цигли с напечатеното му име на кастел Бурги.
През Втората готска война командва войската от панонци и трансалпинци. Разболява се и дава командването на scholae palatinae Рихомер. След битка през в края на лятото на 377 г. римляните затварят проходите на Стара планина. Рихомер използва времето да докара нови войски от Галия, а Фригерид постъпва в Илирия отново под командването на Грациан (375 – 383). От там е изпратен през есента отново в Тракия, за да престрои защитната линия североизточно от Стара Загора в днешна България.
Фригерид е последван 373 – 374 г. от панонеца Марцелиан. След 373 г. Фригерид е много вероятно dux на провинция Долна Мизия Moesia secunda.